# Bertiera letouzeyi
Bertiera letouzeyi är en måreväxtart som beskrevs av Nicolas Hallé. Bertiera letouzeyi ingår i släktet Bertiera och familjen måreväxter. Inga underarter finns listade i Catalogue of Life.